# Wiehe
Wiehe ist ein Ortsteil der Stadt und Landgemeinde Roßleben-Wiehe im äußersten Osten des thüringischen Kyffhäuserkreises.

## Lage
Wiehe liegt im Tal der Unstrut am Nordhang der Hohen Schrecke, eines bewaldeten Bergrückens. Die Landesstraßen 1215 und 1217 sind verkehrsmäßig die Verbindung zum Umland von Sachsen-Anhalt und Thüringen.

## Geschichte

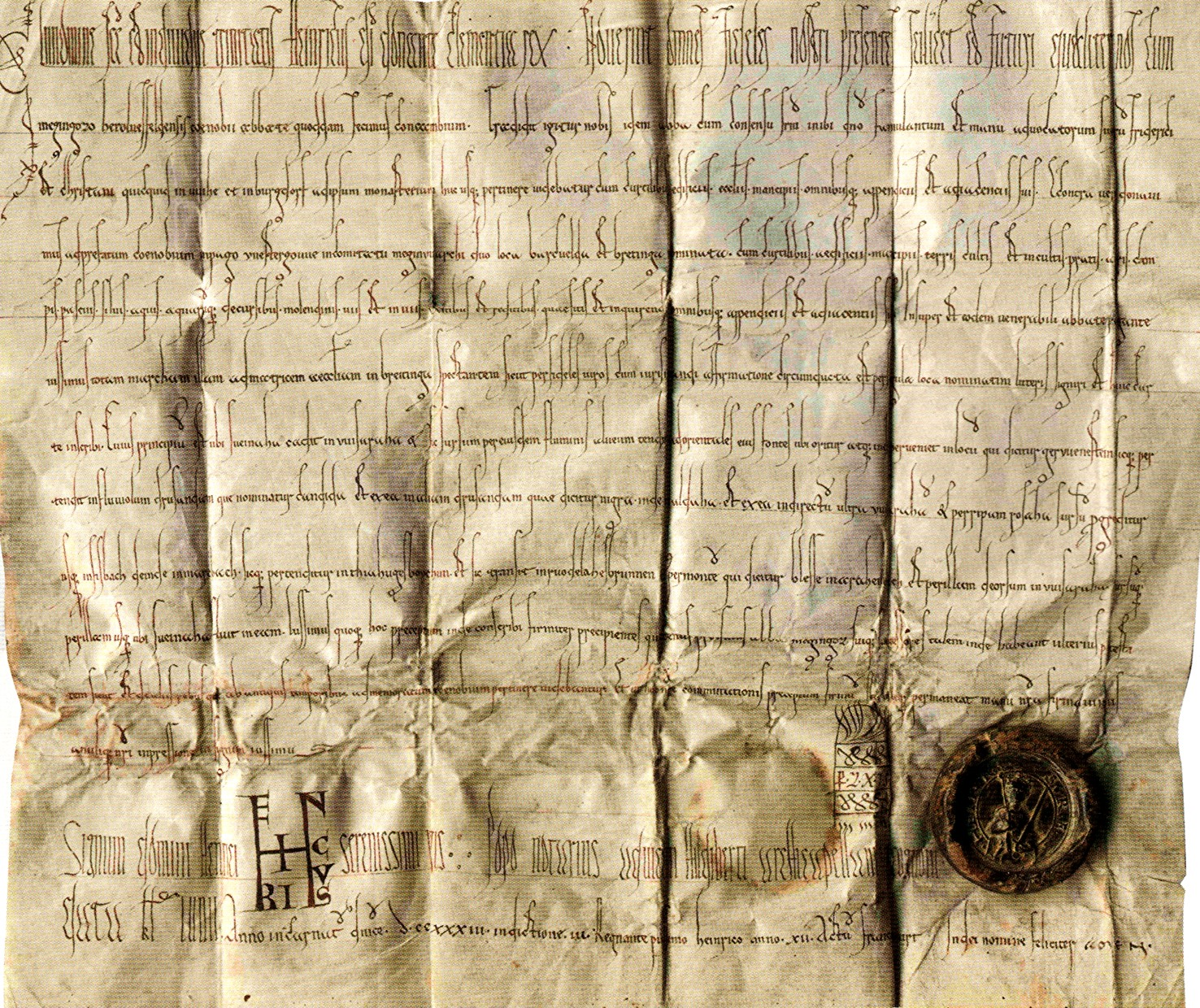
Im 12. Jh. nachgezeichnete Urkunde eines Diploms Heinrichs I. von 933 mit gefälschtem Siegel

Zu Beginn des 9. Jahrhunderts wird Wiehe in einem Verzeichnis der Güter des vom Erzbischof Lullus († 786) von Mainz erbauten Klosters Hersfeld erstmals erwähnt. Ein Kloster in Wiehe wird in einer Urkunde König Heinrichs I. vom 1. Juni 933 erwähnt. Die überlieferte Urkunde ist eine Anfertigung des 12. Jahrhunderts, scheint aber eine gute Nachzeichnung eines echten Diploms König Heinrichs zu sein, das nicht überliefert ist. Wiehe wurde unter König Heinrich I. Reichsburg und kam 998 an das Kloster Memleben. In der Schenkungsurkunde wurde der Weinanbau im Wiehegau erstmals urkundlich belegt. Die Grafschaft Wiehe umfasste die Stadt Wiehe und zwanzig Dörfer, ferner drei Burgen (Rabenswalde, Wendelstein, Bucha) und drei Klöster (Donndorf, Hechendorf, Memleben). Kurzzeitig besaßen sie auch das Münzrecht, wie Münzfunde belegen. Die Grafen von Rabenswald-Wiehe waren von 1227 bis 1312 Herren auf Wiehe. 1233/37 entstand unter den Grafen von Rabenswalde die Burg Rabenswalde. Wiehe selbst war ebenfalls befestigt und besaß bereits seit 1320 wichtige magistratische Eigenrechte. Nach wechselnden Besitzern, den Grafen von Weimar (Orlamünde) 1312, den Thüringer Landgrafen 1346, dem Herzog von Braunschweig 1367, den Edlen Herren von Querfurt 1369, den Herren von Heldrungen 1412, den Grafen von Hohnstein 1413, den Grafen von Beichlingen-Wiehe 1415, wiederum den Edlen von Querfurt 1436, dann Apel Vitzthum 1446, die Grafen von Schwarzburg 1447, gelangte Wiehe 1461 an die Familie von Werthern-Wiehe. Nach einem Großbrand im Jahr 1659, der Stadt, Kirche und Schloss zerstörte, wurde Wiehe neu aufgebaut. Nach dem Ort benannte sich auch ein gleichnamiges ritterliches Geschlecht, die von Wiehe, das von 1231 bis 1629 belegt ist.
Schon zu Beginn der Zeit des Nationalsozialismus, die mit der Verfolgung von Sozialisten und Kommunisten begann, formierte sich eine Widerstandsgruppe Tras, der Einwohner des Ortes angehörten. Während des Zweiten Weltkrieges mussten mindestens 50 Kriegsgefangene aus Polen und Frankreich sowie Frauen aus Polen Zwangsarbeit verrichten: auf dem Werthern’schen Rittergut, in der Maschinenfabrik W.Bosek und auf dem Pforta'ischen Schulgut in Hechendorf. Im April 1945 schleppte sich ein Zug von Häftlingen des KZ Dora-Mittelbau durch den Ort.
Von 1976 bis zur Wiedervereinigung 1990 war Wiehe mit Roßleben, Langenroda und Donndorf Teil des Gemeindeverbandes Unstruttal.
Am 1. Januar 2019 schlossen sich die Städte Wiehe und Roßleben sowie die Gemeinden Donndorf und Nausitz zur neuen Stadt und Landgemeinde Roßleben-Wiehe zusammen. Wiehe war erfüllende Gemeinde für Donndorf.
Zur Stadt Wiehe gehörten die Ortsteile Langenroda, Garnbach und Hechendorf.

### Eingemeindungen
Bereits am 1. Juli 1950 wurde die bis dahin selbständige Gemeinde Garnbach eingegliedert. Am 25. März 1994 folgte Langenroda.

### Einwohnerentwicklung
Entwicklung der Einwohnerzahl (31. Dezember): Datenquelle: Thüringer Landesamt für Statistik
| - 1994: 2403 - 1995: 2372 - 1996: 2356 - 1997: 2395 - 1998: 2418 - 1999: 2398 | - 2000: 2311 - 2001: 2295 - 2002: 2283 - 2003: 2271 - 2004: 2236 - 2005: 2189 | - 2006: 2156 - 2007: 2117 - 2008: 2103 - 2009: 2076 - 2010: 2051 - 2011: 1982 | - 2012: 1949 - 2013: 1935 - 2014: 1915 - 2015: 1909 - 2016: 1900 - 2017: 1871 | - 2018: 1862 - 2020: 1519 |

## Politik

### Ehemaliger Stadtrat

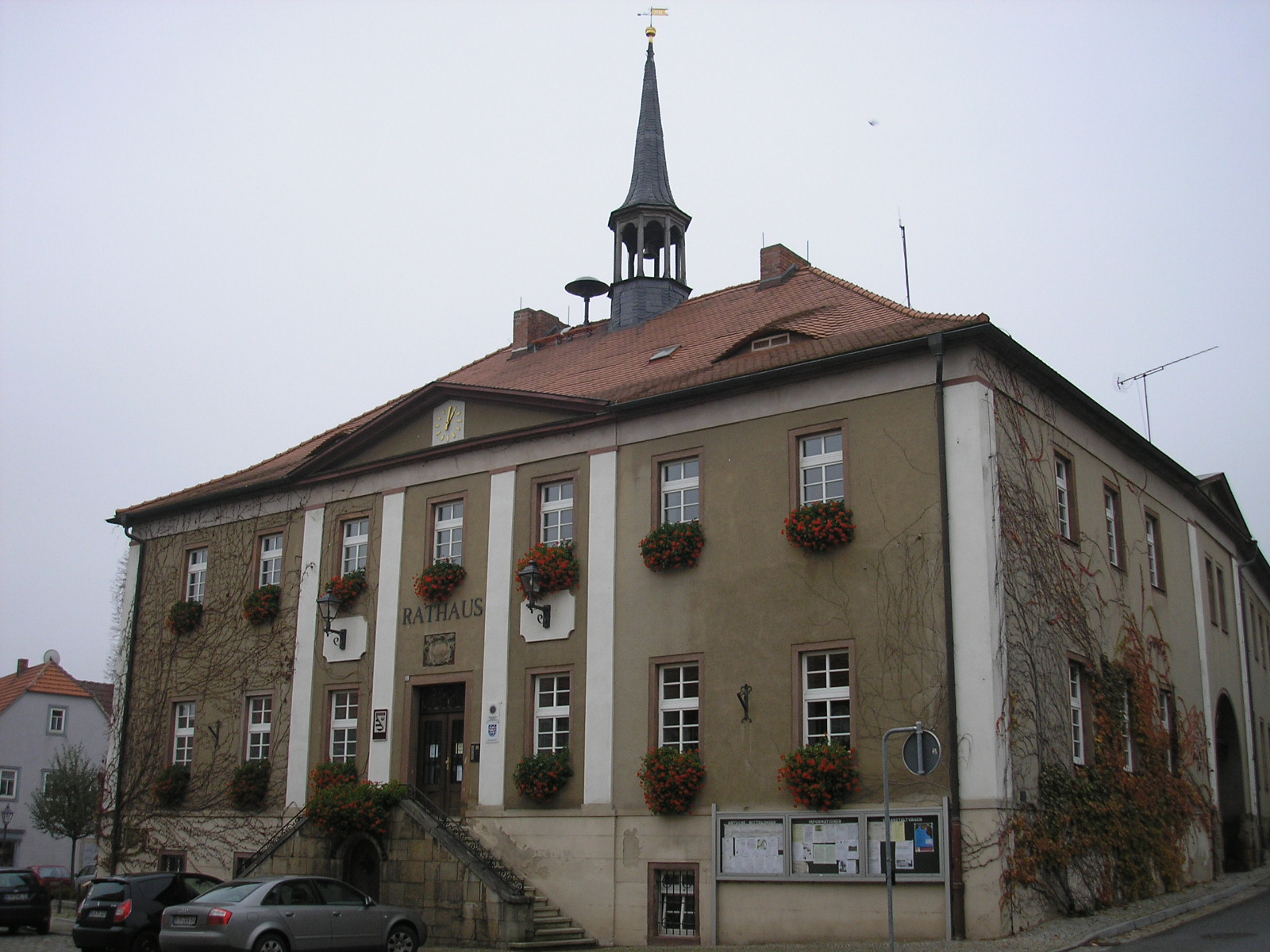
Rathaus

Nach der Kommunalwahl vom 25. Mai 2014 mit einer Wahlbeteiligung von 50,2 % setzte sich der Stadtrat von Wiehe wie folgt zusammen:
- CDU: 7 Sitze (2009: 8)
- SPD: 2 Sitze (2009: 2)
- UWG: 3 Sitze  (2009: 4)

### Ehemalige Bürgermeister
- 1945: Hugo Launicke (KPD)
- 1990–2006: Wilhelm Willomitzer
- 2006–2018: Dagmar Dittmer (CDU), am  22. April 2012 bei einer Wahlbeteiligung von 52,2 % mit 97,7 % der gültigen Stimmen im Amt bestätigt

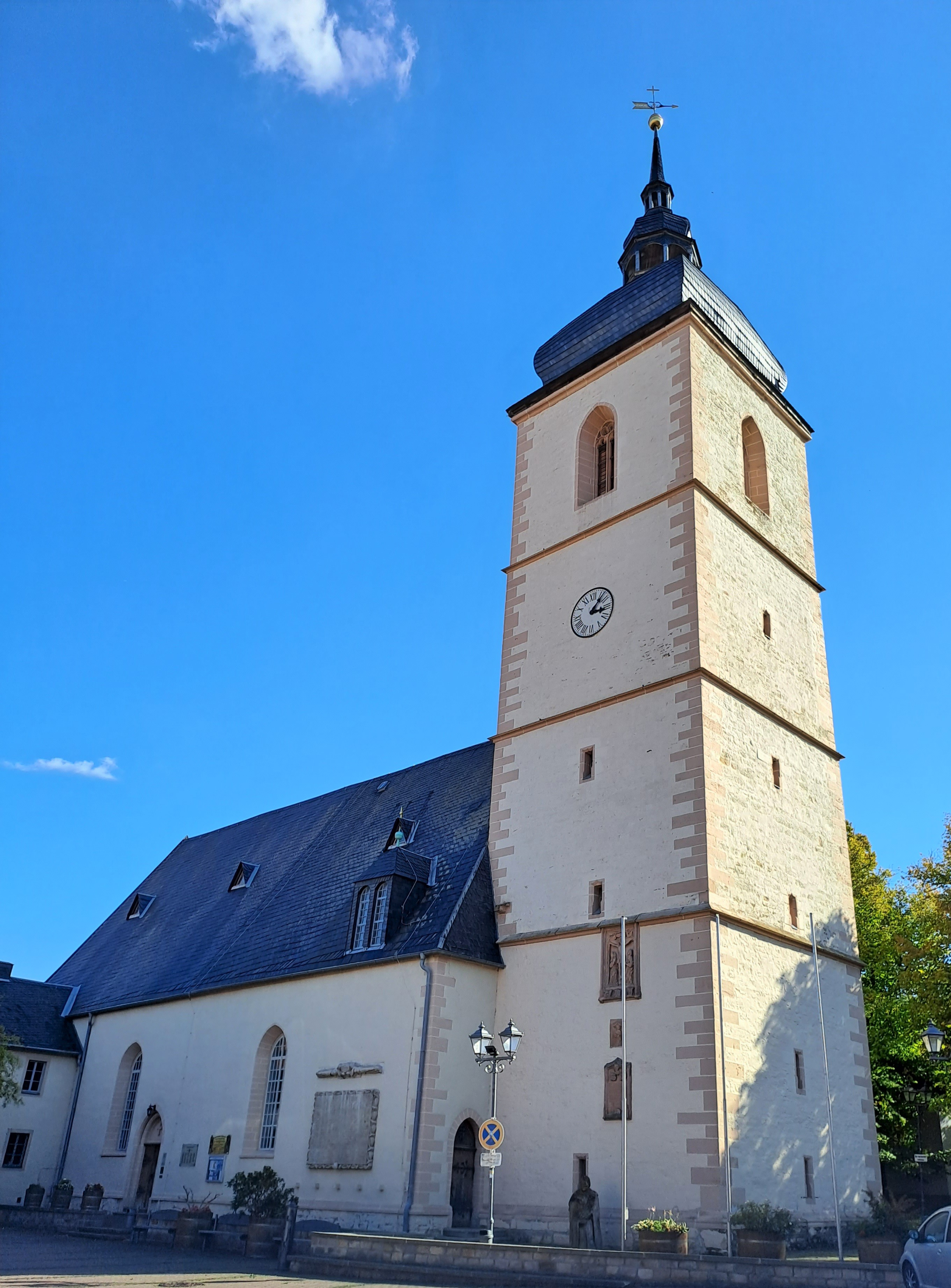
Stadtkirche

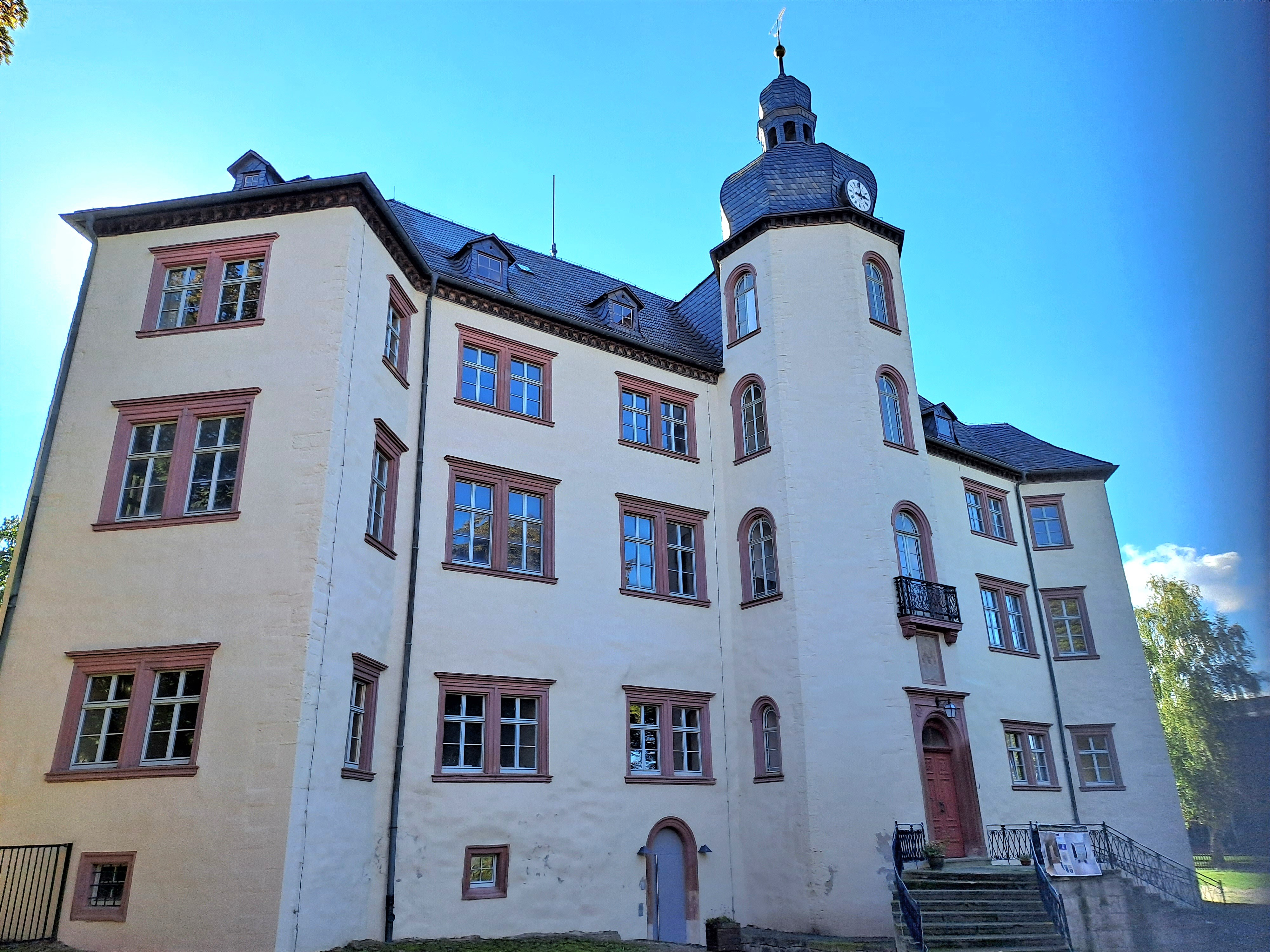
Schloss Wiehe

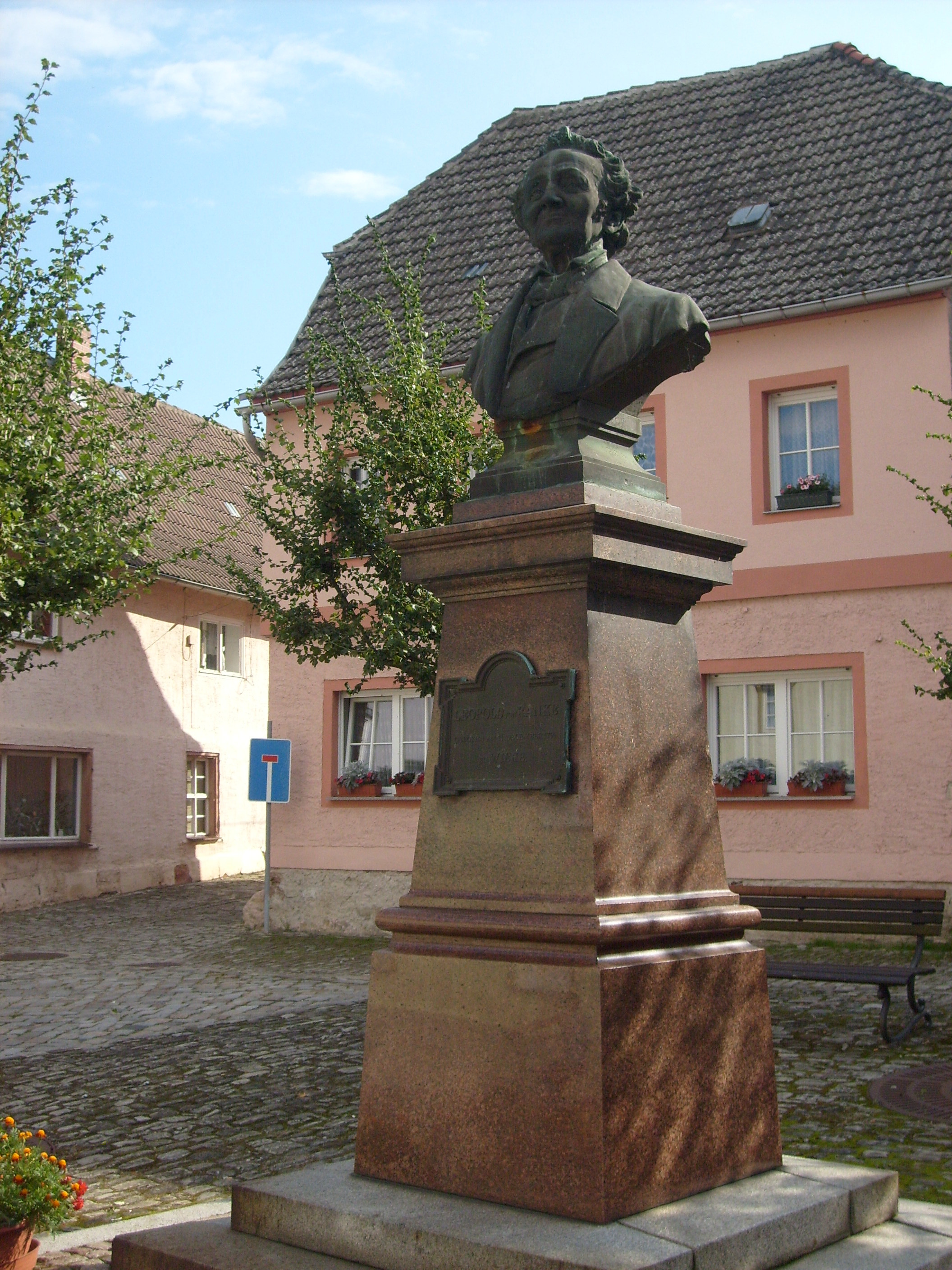
Ranke-Denkmal neben dem Rathaus

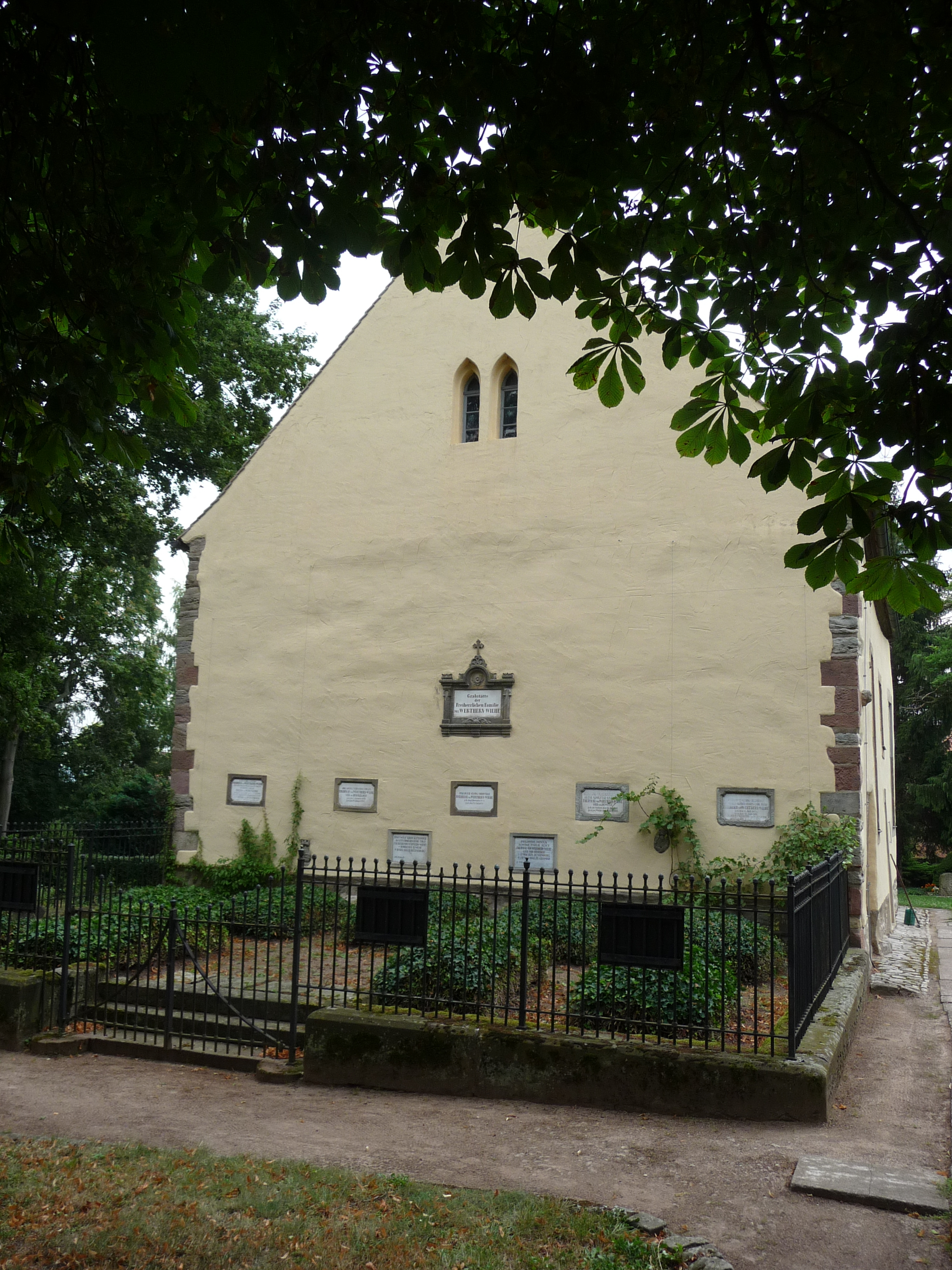
Erbbegräbnis der Familie von Werthern an der Friedhofskirche

### Wappen
Blasonierung: „In Silber ein nimbierter Heiliger im blauen Mantel, in der Rechten ein erhobenes silbernes Messer. in der Linken einen Stab haltend; zu seinen Füßen ein schwarzer Schild, darin ein schrägrechts gestellter goldener Ast mit drei goldenen Ahornblättern.“
Das Wappen zeigt St. Bartholomäus, den Schutzheiligen der Stadtkirche in Wiehe, mit seinen Attributen. Der Schild zeigt das Stammwappen der Herren von Werthern, die seit 1453 zunächst wiederverkäuflich und ab 1461 erblich im Besitz der wiederholt geteilten Grafschaft Wiehe waren. Der Schild erscheint zuerst Mitte des 16. Jh. auf einem Siegel mit der Umschrift: SIGILLVM CIVITATIS WIHE. Auf früheren Siegeln ist Bartholomäus allein unter einem Baldachin zu sehen.

## Sehenswürdigkeiten
- Modellbahn-Wiehe (hinsichtlich der Ausstellungsfläche weltgrößte Modellbahn-Ganzjahresschau)
- St.-Bartholomäus-Kirche: evangelische Stadtkirche. Sie steht wahrscheinlich auf den Grundmauern einer bereits 933 erwähnten Kirche. Die heutige Kirche ist die vierte und stammt von 1670. Sie hat eine wertvolle Ausstattung. Darunter befinden sich ein Opferstock, der noch aus der ersten Kirche stammen soll, Gedenktafeln und die Begräbnisstätte der Patrone von Werthern, eine hölzerne Christusfigur aus der Zeit um 1500 und die Grabstätte „Götzenkammer“. Gedenktafeln an der marktzugewandten Außenseite der Kirche führen namentlich die gefallenen und vermissten Soldaten beider Weltkriege aus Wiehe auf.
- St.-Ursula-Kirche: Die Kirche wurde vor 1250 erbaut und brannte 1659 fast völlig nieder. Die jetzige Kirche stammt aus den Baujahren 1742–1750. Von 1996 bis 2003 wurde das Innere und Äußere der Kirche grundlegend saniert. Sie dient heute als Friedhofskirche und seit 2009 als Radwege-Kirche.
- Alter Friedhof: Er umgibt die Ursula-Kirche und wurde 1659 eingeweiht. Der Friedhof enthält eine Vielzahl von Grabstätten bedeutender Persönlichkeiten der Stadt und – an der Giebelseite der Kirche – die Familien-Grabstätte derer von Werthern (von 1834 bis 1941). Gedenktafeln sind auch noch für den letzten Besitzer von Schloss und Rittergut Wiehe und seine Gattin angebracht, die in Westdeutschland verstorben sind. Seit 2003 sind wieder Erdbestattungen auf dem „Alten Friedhof“ möglich.
- Die Bockwindmühle Langenroda (51° 17′ 4,1″ N, 11° 23′ 4,5″ O) gehört zu den wenigen erhaltenen Windmühlen in Thüringen und ist 1732 auf freiem Feld beim Ortsteil Langenroda erbaut worden. Die Deutsche Stiftung Denkmalschutz und ein Verein engagierter Mühlenfreunde halfen den Besitzern diese bereits stark verfallene Mühle wieder aufzubauen. Einer Spezialfirma gelang die aufwändige technische Restaurierung des Mühlwerks. Seit 2001 gilt die Mühle wieder als betriebsbereit.[8]
- Alte Schule (erbaut 1827; beherbergt heute Heimatmuseum, Stadtbibliothek und gelegentliche lokale Kunstausstellungen)
- Burgruine Rabenswalde
- Schloss Wiehe mit Schlosspark und Schlossteich
- Tourismuszentrum „Stadtpark Wiehe“
- Rankedenkmal (instand gehalten vom Rankeverein)

## Vereine
- Förderverein der St. Bartholomäus- und St. Ursula-Kirche zu Wiehe e. V.
- Ranke-Verein Wiehe e. V.
- Wiehescher Carneval Club e. V.
- Feuerwehrverein Wiehe e. V.
- Schalmeienkapelle Rot-Weiß Wiehe e. V.
- Rassekaninchenzuchtverein e. V. T 66 Wiehe[9]

## Persönlichkeiten
Aus Wiehe stammt die Gelehrtenfamilie Ranke, als deren bekanntester Vertreter der Historiker Leopold von Ranke gilt.

### Söhne und Töchter von Wiehe
- Dietrich von Werthern (1468–1536), Kanzler des deutschen Ordens und Rat Herzog Georgs von Sachsen[10]
- Anton Musa (um 1485–1547), evangelischer Theologe und Reformator
- Johann Friedrich von Werthern (1665–1729), Reichs-Erbkammertürhüter, Domherr sowie Kreishauptmann des Thüringischen Kreises
- Karl Ernst Christoph Schneider (1786–1856), Klassischer Philologe
- Leopold von Ranke (1795–1886), Historiker
- Friedrich Heinrich Ranke (1798–1876), evangelischer Theologe
- Karl Ferdinand Ranke (1802–1876), Klassischer Philologe und Gymnasiallehrer
- Wilhelm Ranke (1804–1871), Kunstsammler und Schriftsteller
- Ernst Ranke (1814–1888), evangelischer Theologe
- Rudolf Kaefer (1876–1923), Theologe, Pädagoge und Politiker (DVP)

### Leopold von Ranke
Wiehes größter Sohn ist der Historiker Leopold von Ranke, der Begründer der modernen Geschichtswissenschaft. Mehrere Erinnerungsstätten im Ort verweisen auf ihn. Neben dem Rathaus steht das 1896 eingeweihte Ranke-Denkmal. Am Rankegraben außerhalb der Stadt errichteten Rankes Kinder einen Obelisken für ihre Voreltern. Rankes Geburtshaus, in der 1990 nach ihm benannten Straße, wurde 1995/96 aus Anlass seines 200. Geburtstages von einheimischen Handwerkern restauriert und ist mit einer Gedenktafel versehen.
Vom 1993 neugegründeten Ranke-Verein wurde 1994 im Rathaus ein kleines Museum für ihn eingerichtet. Es enthält wieder eine Sammlung von Werken, Briefen und anderen Schriften, hinzu kommen Leihgaben hiesiger Einwohner und Geschenke von Rankes Nachfahren. Ein Ranke-Museum war bereits 1906 im Geburtshaus eröffnet worden, zog um 1930 in das Rathaus um und wurde im Mai 1945 geschlossen. Es kam 1945 zu Plünderungen, 1952 zum Abtransport der Kisten mit dem verbliebenen Inventar und so zum Totalverlust des Museumsbestandes.

### Personen, die mit dem Ort in Verbindung stehen
- Annekatrin Thiele (* 1984), Olympiasiegerin, Welt- und Europameisterin im Rudern, wuchs in Wiehe auf

## Sonstiges
- Der Unstrut-Radweg verläuft 5 km nördlich von Wiehe und ist durch einen Radweg mit der Stadt verbunden.
- Wiehe ist Mitglied im Geo-Naturpark Saale-Unstrut-Triasland.